# Michael J. « Crocodile » Dundee
Pour les articles homonymes, voir Crocodile (homonymie) et Jones.
Michael J. Dundee, dit Mick Dundee ou Crocodile Dundee est un personnage de fiction créé par Paul Hogan. Aventurier et chasseur de crocodile, il apparut pour la première fois dans le film Crocodile Dundee réalisé par Peter Faiman en 1986, où il est interprété par Paul Hogan.

## Paul Hogan sur le personnage de Dundee
Dans le magazine TV Week (en), Paul Hogan parlait du personnage: 

« Mick est un bon modèle. Il n'y a pas de malice chez ce type et il est humain. Ce n'est pas une mauviette ou une poule mouillée juste parce qu'il ne tue pas les gens,. »

Il a dit que le personnage était considéré par les Américains comme un mélange entre Chuck Norris et Rambo. Cela ne plaisait pas à Hogan, qui a déclaré que les gens devraient plutôt voir son personnage comme quelqu'un « qui ne tue pas 75 personnes » au lieu de le voir comme des « commandos, terminateurs, ex-terminateurs et squashers,. »

## Biographie fictive
Michael J. "Crocodile" Dundee, né en 1939 dans une grotte à Bootbroqrite en Australie, est un chasseur de crocodile depuis longtemps et un aventurier avec une journaliste new-yorkaise Sue Charlton qui se rend dans le bush australien pour un reportage. Elle ramène ensuite ce personnage à New York, où il a quelques difficultés à faire face à la vie urbaine.
Vivant depuis plusieurs mois avec Sue, Crocodile Dundee commence à s'ennuyer de son bush natal. C'est alors que sa compagne, qui détient des photos compromettantes pour la mafia colombienne, est enlevée. Après avoir réussi à la libérer, ils repartent tous les deux en Australie en vue d'assurer la protection de son épouse dans un milieu plus hospitalier pour Crocodile Dundee, le bush. Mais la mafia colombienne n'a pas dit son dernier mot et, après avoir réussi à retrouver nos deux héros, décide de les suivre en Australie pour les exécuter. Ainsi les tueurs colombiens débarquent dans le bush australien, mais très vite les chasseurs dans ce territoire hostile deviennent les proies de Michael Dundee.
Treize ans plus tard, maintenant Michael a un garçon de huit ans, Mikey Dundee, qui vit heureux dans le bush australien, doit se rendre à Los Angeles pour aider sa femme à reprendre la direction d'un magazine. Elle découvre que son prédécesseur enquêtait sur une affaire louche.

### Crocodile Dundee
Au cours du premier film, Crocodile Dundee, Mick reçoit la visite d'une journaliste de New York, Sue Charlton, qui se rend en Australie pour enquêter sur un rapport selon lequel elle aurait entendu parler d'un chasseur de crocodile qui se serait fait mordre la jambe par un crocodile dans l'arrière-pays, mais qui prétend être à des centaines de kilomètres de la civilisation où il a vécu. Cependant, au moment où elle le rencontre, l'histoire se révèle être une légende un peu exagérée où la « jambe mordue » s'avère être juste une mauvaise cicatrice sur sa jambe; une « morsure d'amour » comme l'appelle Mick. Toujours intrigué par l’idée de « Crocodile » Dundee, Sue continue avec l'histoire. Ils se rendent ensemble à l'endroit où l'incident s'est produit, et suivent sa route à travers la brousse jusqu'à l'hôpital le plus proche. Malgré son approche machiste et ses opinions apparemment sexistes, le couple devient finalement étroit, surtout après que Mick ait sauvé Sue d'une attaque de crocodile. Sentant qu'il y a encore plus à raconter dans l'histoire, Sue invite Mick à revenir à New York avec elle, pour son premier voyage dans une ville (ou « premier voyage n'importe où », comme dit Dundee). Le reste du film décrit Dundee comme un « poisson hors de l'eau », montrant que malgré son approche experte de la brousse, il connaît peu la vie en ville. Mick rencontre le fiancé de Sue, Richard, qui travaillent ensemble et ont beaucoup en commun, mais ils ne s'entendent pas. À la fin du film, Mick est sur le point de rentrer chez lui, malade d'amour, quand Sue réalise qu'elle aime Mick aussi, et non Richard. Elle court à la station de métro pour empêcher Mick de partir et, en passant des messages à la foule emballée, elle lui dit qu'elle ne veut pas épouser Richard et qu'elle l'aime plutôt. Avec l'aide des autres personnes dans le métro, Mick et Sue se réunissent avec amour à la fin du film.

### Crocodile Dundee 2
Dans le deuxième film, Crocodile Dundee 2, Mick et Sue vivent ensemble dans un appartement de New York. L'ex-mari de Sue est en Colombie suivant un gang de trafiquants de drogue, il envoie des preuves à Sue, car elle est la seule personne en qui il peut avoir confiance. Quand il est découvert et tué par les marchands, ils réalisent qu'il a envoyé des informations à Sue et kidnappe Sue pour les récupérer. Mick, qui reçoit seulement la lettre ce matin-là, ne réalise pas que Sue a des problèmes avant qu'elle téléphone de chez les kidnappeurs. Mick (avec l'aide d'un gang local) s'introduit et fait sortir Sue. Mick et Sue se rendent en Australie pour se protéger. Les Colombiens suivent et essaient de trouver Mick et Sue, mais Mick a toujours une longueur d’avance.

### Crocodile Dundee 3
Le troisième film, Crocodile Dundee 3, 13 ans plus tard, Mick vit avec Sue et leur fils de 9 ans, Mikey. Maintenant qu'il est illégal de tuer des crocodiles marins en Australie, Mick est obligé de déménager et de lutter contre les crocodiles. Sue remplace un employé du journal de son père, décédé mystérieusement. Mick et Mikey voyagent donc avec Sue à Los Angeles pendant qu'elle occupe le poste jusqu'à ce qu'un remplaçant soit trouvé. Ensemble, ils voyagent autour de Los Angeles et les plaisanteries habituelles sur les poissons hors de l'eau se produisent. Mick utilise ses talents de détective pour découvrir qu'une équipe de tournage avait fait passer en fraude des peintures censément détruites des années auparavant (pendant les guerres yougoslaves),  et qu'ils avaient tué un journaliste pour s'être trop rapproché de la vérité. Les membres coupables de l'équipage sont arrêtés, et Mick et Sue se marient enfin en Australie.

## Statut en tant qu'icône australienne
En raison de la popularité du personnage en dehors de l'Australie, Crocodile Dundee est devenu une icône de l'Australie. Il est apparu dans des publicités pour la Subaru Outback qui, bien qu’il s’agisse d’une voiture japonaise, a reçu une image australienne suggérant sa ténacité et sa capacité à rivaliser avec d’autres véhicules utilitaires sportifs. Il est également apparu lors des cérémonies d'ouverture des Jeux olympiques d'été de 2000[réf. nécessaire].